# تینو کروپالا
تینو کروپالا (آلمانی: [ˈti:no kʁʊˈpala]؛ متولد ۱۴ آوریل ۱۹۷۵) یک سیاستمدار آلمانی از حزب آلترناتیو برای آلمان (AfD) است. او که از سال ۲۰۱۷ عضو پارلمان آلمان (بوندستاگ) بوده است، از سال ۲۰۱۹ به همراه آلیس وایدل به عنوان رئیس مشترک AfD خدمت کرده است. در نوامبر ۲۰۱۹، کروپالا توسط الکساندر گاولند برای جایگزینی وی به عنوان رئیس مشترک AfD معرفی شد؛ او بعداً در این سمت انتخاب شد.

## زندگی‌نامه
کروپالا در ۱۴ آوریل ۱۹۷۵ در وایس‌واسر، که در آن زمان بخشی از آلمان شرقی بود، به دنیا آمد. در سال ۲۰۰۳، او امتحانات حرفه ای دولتی را برای تبدیل شدن به یک نقاش ساختمان و استاد رنگرزی مجاز به پایان رساند. او بعداً صاحب یک شرکت ساختمانی شد. کروپالا متأهل و دارای دو فرزند است.
در مارس ۲۰۲۰، خودروی کروپالا در ملک او در گابلنتس، شهری در شمال شرقی زاکسن، آتش گرفت. پلیس محلی به آتش‌سوزی عمدی مشکوک بود، اما هرگز تأیید نشد. کروپالا این اقدام را به عنوان حمله مستقیم به خانواده‌اش محکوم کرد. حمله‌ای که از تمام مرزهای قابل تصور بحث سیاسی فراتر رفت.
در اکتبر ۲۰۲۳، کروپالا پس از حمله مشکوک با سرنگ که اندکی قبل از سخنرانی او در یک تجمع انتخاباتی رخ داد، در بیمارستان بستری شد. این حادثه تنها چند روز پس از آن رخ داد که دیگر رهبر مشترک AfD، آلیس وایدل، یک تجمع عمومی را به دلیل نگرانی از حمله به خانواده‌اش لغو کرد.
یک شاهد به روزنامه محلی «دوناکوریر» گفت که کروپالا قبل از سقوط و انتقال به بیمارستان، چند عکس سلفی گرفته بود. آندریاس آیشله، سخنگوی اداره پلیس باواریا بالا، گفت که مشخص نیست که آیا این سیاستمدار مورد حمله قرار گرفته، سقوط کرده یا صرفاً حالش خوب نبوده است. آیشله گفت که مقامات هیچ چیز را رد نمی‌کنند و تحقیقات در حال انجام است.

## حرفه سیاسی

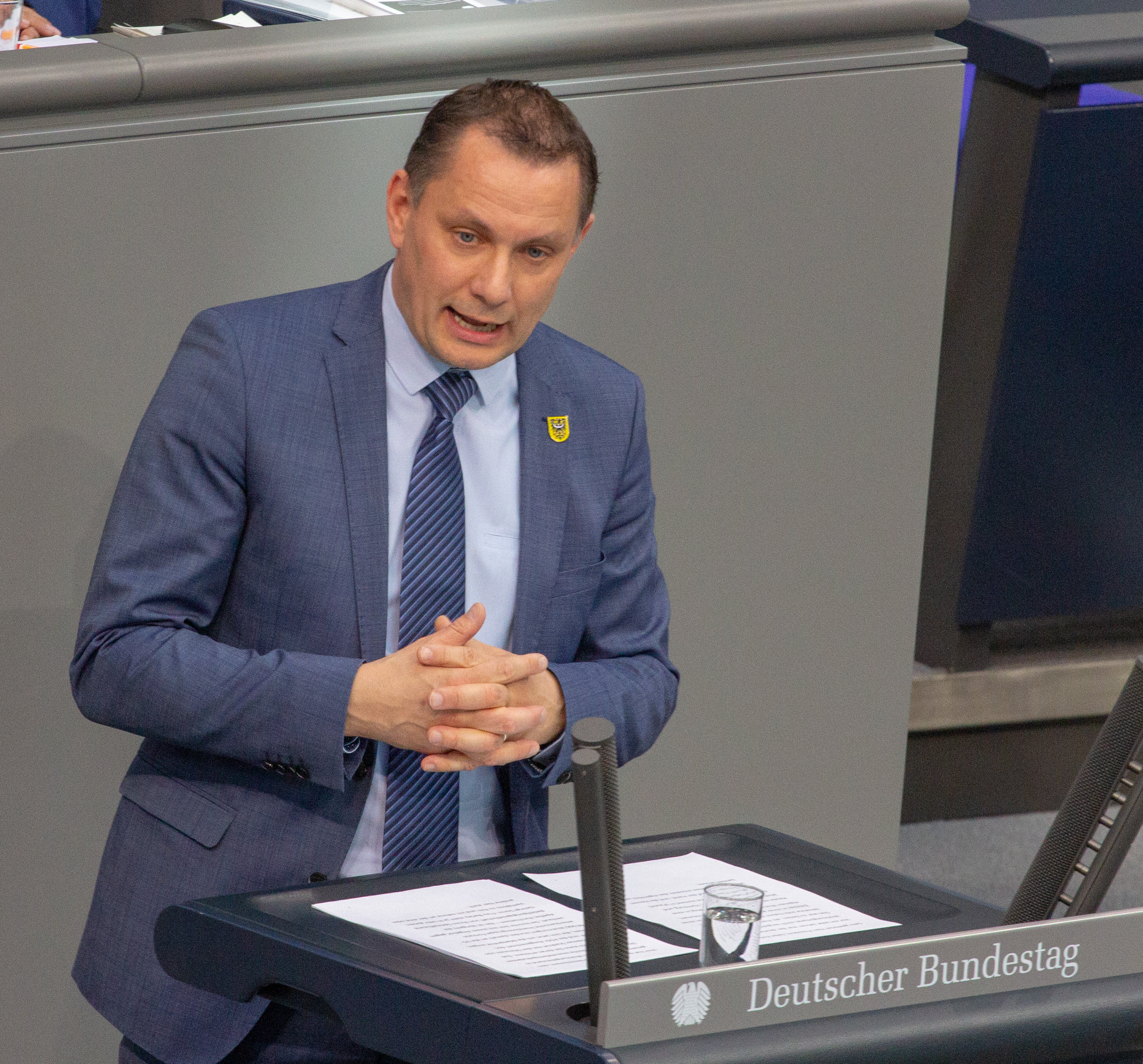
کروپالا در سال ۲۰۱۹

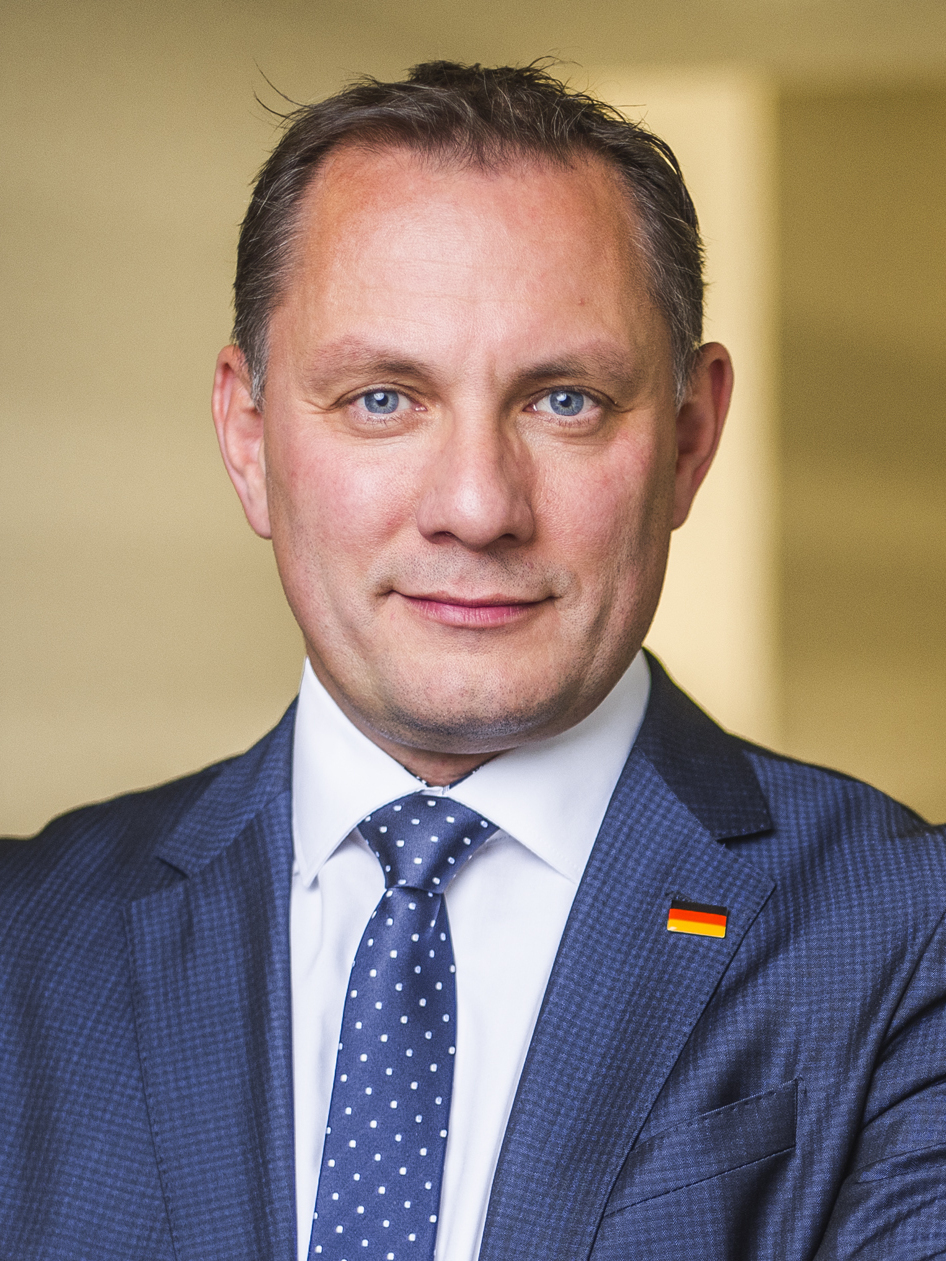
کروپالا در سال ۲۰۲۰

در طول دهه ۱۹۹۰، تینو کروپالا به جوانان دموکرات مسیحی پیوست که با CDU مرتبط بود. او در سال ۲۰۱۵ وارد AfD شد و در سال ۲۰۱۶ به کمیته منطقه ای آن برای گرلیتز انتخاب شد. در انتخابات فدرال آلمان در سال بعد، او میشائیل کرشمر (بعداً وزیر-رئیس زاکسن) را در حوزه انتخابیه گورلیتس شکست داد.
کروپالا یکی از پنج معاون رئیس گروه پارلمانی فدرال AfD است.
پیش از انتخابات فدرال آلمان در سال ۲۰۲۱، کروپالا به همراه آلیس وایدل نامزد اصلی AfD برای بوندستاگ بود. او به همراه وایدل در ۳۰ سپتامبر ۲۰۲۱ به عنوان رهبر گروه پارلمانی AfD در بوندستاگ انتخاب شد و جایگزین الکساندر گاولند شد. گاولند نیز، به عنوان رئیس افتخاری باقی خواهد ماند.

## دیدگاه‌های سیاسی

### موضع کلی
روزنامه آلمانی «دی تسایت» کروپالا را به عنوان یکی از اعضای نسبتاً معتدل تر جناح AfD در بوندستاگ معرفی کرده است. اندکی قبل از انتخابات فدرال آلمان در سال ۲۰۲۱، کروپالا امنیت مرزها را به عنوان دغدغه اصلی خود ذکر کرد و خواستار بازگرداندن کنترل مرزها توسط آلمان برای «مهار جرایم مرزی» شد. کروپالا به عنوان سخنگوی فدرال حزب خود، بارها از AfD خواست که متحد شوند و «تفکر در اردوگاه‌ها را متوقف کنند».
در یک مناظره بوندستاگ در ۸ نوامبر ۲۰۱۹ در مورد ۳۰ سال از سقوط دیوار برلین، کروپالا با متهم کردن آنگلا مرکل، صدراعظم وقت آلمان، به اینکه «از طریق عضویتش در جوانان آزاد آلمان شرقی یادگرفته است که چگونه با استفاده از تبلیغات و تحریک، سایر شهروندان را تحت کنترل خود نگه دارد»، جنجال به پا کرد. کروپالا افزود که این امر می‌تواند با «راهبردهای سلطه و تجزیه» محقق شود. کروپالا با دیدگاه‌های خود در مورد سیاست خارجی، به جنبش طرفدار روسیه AfD تعلق دارد.

### روسیه، جنگ جهانی دوم، ایالات متحده آمریکا و اوکراین
در سال ۲۰۱۷، کروپالا خواستار پایان دادن به تحریم‌های اعمال شده بر روسیه پس از الحاق کریمه توسط روسیه در سال ۲۰۱۴ شد، زیرا اقتصاد منطقه او در نتیجه این تحریم‌ها رنج می‌برد.
در فوریه ۲۰۲۰، در آستانه هفتاد و پنجمین سالگرد بمباران درسدن در جنگ جهانی دوم، کروپالا در رقم حدود ۲۵۰۰۰ کشته که توسط کمیسیونی از مورخان به ریاست رولف-دیتر مولر بین سال‌های ۲۰۰۴ و ۲۰۱۰ تعیین شده بود، تردید کرد. به گزارش اشپیگل، او با اشاره به گزارش‌های بستگانی که شاهدان عینی در درسدن در سال ۱۹۴۵ بودند، حدود ۱۰۰۰۰۰ کشته را تخمین می‌زند. رولف-دیتر مولر و مورخ اسون فلیکس کلرهوف از این اظهارات که با یافته‌های علمی کمیسیون مغایرت دارد، انتقاد کردند؛ بنابراین، کروپالا محاسبات خود را بر اساس ارقامی قرار می‌دهد که از تبلیغات یوزف گوبلز سرچشمه می‌گیرد و فقط توسط تحریف کنندگان تاریخ مانند دیوید ایروینگ، NPD و سایر راست افراطی‌ها مطرح می‌شود.
در ژوئن ۲۰۲۱، کروپالا به همراه چند نماینده دیگر AfD برای بزرگداشت هشتادمین سالگرد حمله ورماخت به اتحاد جماهیر شوروی به مسکو سفر کرد و در آنجا تاج گلی گذاشت. کروپالا در مسکو به خبرگزاری آلمان در مورد سفرش گفت: «برای من شخصاً مهم بود که نشانه ای از آشتی بفرستم. [...] متأسفانه، من تنها نماینده آلمان بودم که در اینجا تاج گلی گذاشت.» در جریان سفر دیگری به مسکو چند هفته بعد، کروپالا - به دعوت وزارت دفاع روسیه - در کنفرانسی سخنرانی کرد و در آن از «جنگ روانی» متفقین غربی بلافاصله پس از جنگ جهانی دوم سخن گفت. او ادعا کرد که بازآموزی متفقین پیروز (de) آلمانی‌های عادی پس از جنگ، تأثیر ماندگاری بر هویت ملی این کشور داشته است. کروپالا همچنین سیاست‌های متفقین پس از سال ۱۹۴۵ را با تبلیغات نازی‌ها مقایسه کرد.
پس از حمله روسیه به اوکراین در فوریه ۲۰۲۲، کروپالا خاطرنشان کرد: «این جنگ چندین پدر نیز دارد. … البته، نقش ناتو و نقش دولت فدرال آلمان نیز باید در اینجا مورد بحث قرار گیرد.» کروپالا در رابطه با جنگ در اوکراین در اواخر نوامبر ۲۰۲۲ در برنامه گفتگوی سیاسی مارکوس لانز گفت که رئیس‌جمهور روسیه پوتین «جنایتکار جنگی نیست»؛ «برچسب» زدن به او به عنوان جنایتکار جنگی به هیچ‌کس کمکی نمی‌کند. دادگاه‌های ذیصلاح باید به سؤال جنایات جنگی «پس از جنگ» پاسخ دهند. کروپالا همچنین گفت که «رئیس‌جمهورهای آمریکایی هستند که به همان اندازه جنایتکار جنگی هستند» و از جورج دبلیو بوش و جنگ عراق نام برد. کروپالا همچنین با تحویل تسلیحات به اوکراین مخالفت کرد، زیرا آنها «درگیری را آرام یا پایان نمی‌دهند، بلکه آن را طولانی‌تر می‌کنند» و سیستم‌های تسلیحاتی تحویل داده شده به اوکراین «به خاک روسیه نیز شلیک می‌شوند». بنابراین، آتش‌بس و مذاکرات صلح باید «در اسرع وقت» برگزار شود. در همان برنامه گفتگو، کروپالا پیشنهاد کرد که تخریب خطوط لوله نورد استریم به گونه‌ای به نفع ایالات متحده آمریکا بود که او آن را مشکوک می‌دانست، زیرا آنها علاقه‌مند به فروش گاز گران‌قیمت به آلمان بودند. هانتر بایدن در این درگیری «نقش کلیدی» داشت، اما او [کروپالا] فقط می‌توانست حدس بزند که چه نقشی داشته است و بنابراین توضیحی نداد. به گفته کروپالا، آلمان فقط در غرب دوستانی ندارد (در دیگر جاها هم دارد)، اما دولت آلمان علاقه ای به روشن شدن آنچه اتفاق افتاده ندارد. کروپالا پیشتر جنگ تهاجمی روسیه در اوکراین را با این جمله توضیح داده بود که «هر واکنشی منجر به یک واکنش متقابل می‌شود» و پوتین به حملات اوکراین مانند تخریب پل کریمه واکنش نشان می‌دهد.
پس از آنکه دولت آلمان در پایان ژانویه ۲۰۲۳ اعلام کرد که تانک‌های جنگی لئوپارد ۲ را به اوکراین تحویل می‌دهد، کروپالا گفت که این به معنای «قدم گذاشتن کورکورانه مستقیم به سمت آتش جنگ است، باید صریح بگویم، مستقیم به سمت جنگ جهانی سوم» می‌رویم.
در مارس ۲۰۲۳، او در بوندستاگ ادعا کرد که روسیه و اوکراین با هم در حال باختن جنگ هستند و «فقط یک برنده دوباره وجود دارد و آن برنده ایالات متحده آمریکا است.»
در ماه مه ۲۰۲۳، او به مناسبت روز پیروزی روسیه به همراه صدراعظم سابق گرهارد شرودر، کلاوس ارنست، اگون کرنتس و الکساندر گاولند در پذیرایی سفارت روسیه در برلین شرکت کرد و کراواتی به رنگ سه رنگ روسیه بر تن داشت. در پاسخ به انتقادات AfD در یک گفتگو با سیاستمداران ارشد AfD، او اعتراض کرد که برخلاف گزارش‌ها، از سفیر روسیه برای آزادی از ناسیونال سوسیالیسم تشکر نکرده است. او در پاسخ به مجله آلمانی «Secession»، موضع خود را با بیان اینکه مفهوم پیروزی روسیه بر آلمان برای او بدون مشکل به نظر می‌رسد، روشن کرد: «این بیشتر در مورد انحلال میهن‌پرستی آلمانی‌ها یا تحمیل گناهی محو نشدنی بر ما نبود». روس‌ها در سال ۱۹۹۴ عقب‌نشینی کردند و «روابط اقتصادی خوب و برابر» برقرار شده بود. اما «آمریکایی‌ها مانده‌اند و کشور ما را از نظر اقتصادی وابسته نگه می‌دارند - به ضرر شهروندان.»
در سخنرانی ولودیمیر زلنسکی، رئیس‌جمهور اوکراین در بوندستاگ در سال ۲۰۲۴، کروپالا و وایدل اعلام کردند که از «گوش دادن به سخنرانی شخصی با لباس غیر رایج سیاستمداران» خودداری می‌کنند. دوره ریاست جمهوری زلنسکی «به پایان رسیده» و او «فقط به عنوان رئیس‌جمهور جنگ‌طلب و گدای جنگ در قدرت است». هیئت اجرایی گروه پارلمانی AfD بنابراین تصمیم گرفته بود که در این سخنرانی شرکت نکند. کروپالا از مذاکرات صلح در جنگ روسیه و اوکراین با مشارکت روسیه حمایت کرد.
در مصاحبه‌ای با دی ولت در دسامبر ۲۰۲۴، کروپالا عضویت آلمان در ناتو را زیر سؤال برد. یک جامعه دفاعی نباید فقط "منافع آمریکاً را دنبال کند، بلکه باید "منافع همه کشورهای اروپایی - از جمله منافع روسیه را بپذیرد و به آنها احترام بگذارد". آلمان ممکن است نیاز داشته باشد "در نظر بگیرد که این اتحاد تا چه حد هنوز برای ما مفید است". کروپالا همچنین از دولت آلمان خواست که پیروزی روسیه در جنگ اوکراین را به رسمیت بشناسد. روسیه "این جنگ را برده" و "واقعیت" "کسانی را که ادعا پیروزی دارند، و می‌خواهند اوکراین را قادر به پیروزی در جنگ کنند، گرفتار کرده است". کروپالا گفت که دولت آلمان باید "بالاخره به این نکته برسد که می‌خواهد به جنگ پایان دهد".
در ژانویه ۲۰۲۵، کروپالا دعوت حزب جمهوری‌خواه را پذیرفت و در دومین مراسم تحلیف دونالد ترامپ در واشینگتن دی سی شرکت کرد.
در فوریه ۲۰۲۵، برخی از اعضای بلندپایه AfD از موضع طرفدار مسکو کروپالا در سیاست خارجی انتقاد کردند.

### چین
کروپالا با محدودیت‌های فناوری چینی مخالفت کرده است و در سال ۲۰۲۳ از چین گانگ وزیر امور خارجه چین در تلاش‌هایش برای میانجیگری صلح در اوکراین پس از حمله روسیه حمایت کرد.

### صربستان
در نوامبر همان سال، کروپالا و هم حزبی‌اش در بوندستاگ، آقای پتر بیسترون با میلیسا دوردویچ استامنکوفسکی، رهبر حزب راست افراطی صربستانی پیمان‌داران دیدار کردند. استامنکوفسکی به دعوت AfD از بوندستاگ در برلین بازدید کرد و AfD را به عنوان «رهبری یک گزینه حاکمیتی و دولت ساز در آلمان» تأیید کرد.

### اسرائیل
در سال ۲۰۲۴، AfD موضع قبلی طرفدار اسرائیل خود را معکوس کرد و کروپالا خواستار پایان دادن به روابط فعلی آلمان با اسرائیل شد، کروپالا آن را «یک طرفه» توصیف کرد، و همچنین پایان صادرات تسلیحات به اسرائیل در طول جنگ غزه را خواستار شد. این تصمیم انتقاد برخی دیگر از اعضای گروه پارلمانی AfD را برانگیخت و نشان دهنده تداوم اختلاف داخلی در این زمینه است. کروپالا از حمایت دولت آلمان از اسرائیل در طول جنگ غزه انتقاد کرد و «اسلام هراسی کلی» را رد کرد.

### کووید-۱۹
در دسامبر ۲۰۲۱، کروپالا در جریان مناظره در برنامه گفتگوی تلویزیونی «ZDF-Morgenmagazin» مخالفت خود را با واکسیناسیون اجباری کووید-۱۹ ابراز کرد؛ او استدلال کرد که واکسیناسیون برای سالمندان و کسانی که قبلاً بیمار شده‌اند منطقی خواهد بود. هنگامی که مجری، آندریاس وون، اظهار داشت که پزشکان ICU تأیید کرده‌اند که حدود ۸۰ تا ۹۰ درصد از بیماران کووید-۱۹ در بخش‌های مراقبت‌های ویژه واکسینه نشده‌اند، کروپالا ادعا کرد که چنین ارقامی تأیید نشده است. او در عوض، کاهش بودجه و کوچک سازی بخش‌های پزشکی را عامل غلبه اخیر ICUها در آلمان دانست.